# 武元皇后 (前趙)
武元皇后（ぶげんこうごう、? - 312年）は、前趙の昭武帝劉聡の最初の皇后。姓は呼延氏。

## 生涯
匈奴の名門の娘で、光文帝劉淵（劉聡の父）の皇后呼延氏の従妹である。美貌であった。皇后呼延氏の取り仕切りにより劉聡に嫁ぎ、正室となり、太子の劉粲を産んだ。
河瑞2年（310年）、劉聡が即位すると、皇后に立てられた。同年、劉聡は絶世の美女と謳われた継母（太后単氏）と結婚し、劉乂（太后単氏の息子）を皇太弟に封じた。しかし、漢文化に影響された劉乂が母后を非難し、太后は悲憤とともに死去した。その後、呼延皇后も「乂が即位すると、粲の命が危険です」と言って、劉聡と劉乂を離間した。
嘉平2年（312年）、呼延皇后は崩じた。元と諡された。

## 男子
- 劉粲（隠帝）

## 伝記資料
- 『晋書』劉聡載記
- 『資治通鑑』
- 『十六国春秋』